# Albert Soegijapranata
Albert Soegijapranata (Surakarta, 25 novembre 1896 – Steyl, 22 luglio 1963) è stato un arcivescovo cattolico indonesiano. Fu il primo vescovo nativo indonesiano ed era noto per le sue opinioni nazionaliste: affermava di essere "100% cattolico, 100% indonesiano".
Sebbene la popolazione di cattolici nativi si sia ampliata notevolmente negli anni successivi alla sua consacrazione, Soegijapranata subì numerosi processi. Il Giappone invase le Indie olandesi dall'inizio del 1942 e durante l'occupazione che ne seguì furono sequestrate numerose chiese e arrestati o uccisi diversi sacerdoti. Soegijapranata fu in grado di resistere a molti di questi sequestri e trascorse il resto dell'occupazione a servizio dei cattolici del suo vicariato. Dopo che il presidente Sukarno nell'agosto del 1945 proclamò l'indipendenza del paese, Semarang fu sopraffatta dai disordini. Soegijapranata contribuì a mediare un cessate il fuoco dopo una battaglia di cinque giorni tra le truppe giapponesi e quelle indonesiane e chiese al governo centrale di inviare qualcuno che affrontasse i disordini e la carenza di cibo in città. Tuttavia, questi problemi continuarono a crescere e nel 1947 Soegijapranata spostò la sua sede a Yogyakarta. Per il resto della rivoluzione nazionale, Soegijapranata lavorò per promuovere il riconoscimento internazionale dell'indipendenza dell'Indonesia. Poco dopo che gli olandesi riconobbero l'indipendenza del paese, Soegijapranata tornò a Semarang. Durante gli anni post-rivoluzionari scrisse ampiamente contro il comunismo e ampliò le strutture ecclesiastiche. Funse da mediatore tra diverse fazioni politiche. Fu nominato arcivescovo il 3 gennaio 1961, quando Semarang fu elevata ad arcidiocesi metropolitana. All'epoca era in Europa per partecipare ai lavori della commissione preparatoria centrale del Concilio Vaticano II. Soegijapranata morì a Steyl, nei Paesi Bassi, nel 1963. La sua salma fu riportata in Indonesia e monsignor Soegijapranata venne nominato eroe nazionale e sepolto nel cimitero degli eroi di Giri Tunggal a Semarang.
Soegijapranata continua ad essere considerato con rispetto dagli indonesiani sia cattolici che non cattolici. Sono state scritte diverse biografie e nel 2012 un film biografico diretto da Garin Nugroho, intitolato Soegija, riscosse un buon successo popolare. L'Università cattolica di Soegijapranata, una grande università di Semarang, gli è intitolata.

## Primi anni di vita
Soegija nacque a Surakarta il 25 novembre 1896 da Karijosoedarmo, un abdi dalem (cortigiano) del sunanato di Surakarta, e sua moglie Soepiah. La famiglia era musulmana abangana e il nonno di Soegija, Soepa, era un kyai, un esperto di religione. Soegija crebbe nella loro religione. Soegija - il cui nome deriva dalla parola giavanese "soegih", che significa "ricco" - era il quinto di nove figli. La famiglia si trasferì successivamente a Ngabean, Yogyakarta. Lì, Karijosoedarmo iniziò il suo servizio di cortigiano nel complesso palaziale di Kraton Ngayogyakarta Hadiningrat del sultano Hamengkubuwono VII, mentre sua moglie vendeva pesce; nonostante ciò, la famiglia era povera e talvolta mangiava poco. Soegija era un bambino audace, pronto a combattere, abile nel gioco del calcio e noto per il suo intelletto sin da giovane. Mentre Soegija era ancora giovane, suo padre lo faceva digiunare ai sensi della legge islamica.
Soegija iniziò la sua educazione formale in una scuola del complesso Kraton, conosciuta localmente come Sekolah Angka Loro (scuola numero 2), dove imparò a leggere e scrivere. In seguito si trasferì in una scuola a Wirogunan, Yogyakarta, vicino a Pakualaman. A partire dal terzo anno frequentò una scuola a conduzione olandese per indonesiani: la Hollands Inlands School a Lempuyangan. Fuori dalla scuola studiò gamelan e canto con i suoi genitori. Intorno al 1909 gli fu chiesto da padre Frans van Lith di unirsi alla scuola gesuita di Muntilan, 30 chilometri a nord-ovest di Yogyakarta. Sebbene i suoi genitori inizialmente fossero preoccupati che Soegija diventasse troppo europeizzato, alla fine diedero il loro consenso.

## Xaverius College
Nel 1909 Soegija iniziò gli studi al Xaverius College di Muntilan, una scuola per aspiranti insegnanti, e soggiornò nel dormitorio scolastico. Era uno dei 54 studenti del suo anno. I ragazzi seguivano un programma rigoroso, frequentando le lezioni al mattino e impegnandosi in altre attività, come giardinaggio, discussioni e scacchi, nel pomeriggio. Gli studenti cattolici pregavano regolarmente. Anche se il collegio non richiedeva che gli studenti fossero cattolici, Soegija era messo sotto pressione dai suoi compagni di classe cattolici. Questo generò diverse liti. Sentendosi insoddisfatto, Soegija si lamentò con il suo insegnante che i sacerdoti olandesi erano come mercanti, pensando solo al denaro. Il sacerdote rispose che gli insegnanti non erano retribuiti e speravano solo nel bene degli studenti. Ciò accrebbe il rispetto di Soegija per i sacerdoti e quando van Rijckevorsel disse agli altri studenti che Soegija non voleva essere cattolico, smisero di fargli pressioni.

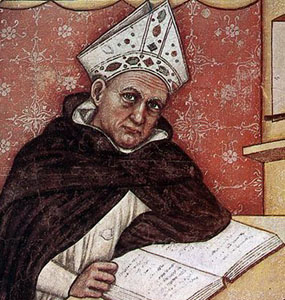
Alberto Magno, un santo del XIII secolo. Soegija prese il suo nome di battesimo.

L'anno seguente Soegija chiese di unirsi alle classi di educazione cattolica, citando il desiderio di utilizzare appieno le strutture del Xaverius. Il suo insegnante, padre Mertens, disse a Soegija che prima aveva bisogno del permesso dei suoi genitori. Sebbene rifiutarono, a Soegija fu comunque permesso di studiare il cattolicesimo. Era incuriosito dalla Trinità e chiese chiarimenti a molti sacerdoti. Van Lith citò le opere di Tommaso d'Aquino, mentre Mertens discusse della Trinità come spiegato da Agostino d'Ippona; quest'ultimo gli disse che gli uomini non potevano comprendere Dio con la loro limitata conoscenza. Soegija, che voleva saperne di più, chiese di essere battezzato, citando l'episodio del ritrovamento di Gesù al Tempio per mostrare il perché non aveva bisogno del permesso dei suoi genitori. I sacerdoti furono d'accordo e Soegija fu battezzato il 24 dicembre 1910, prendendo il nome battesimale Albertus, in onore di Alberto Magno. Durante le vacanze di Natale, disse alla sua famiglia che si era convertito. Anche se inizialmente essa non accettò tale decisione alla fine lo sostennero. Altri parenti di Soegija da quel momento si rifiutarono di parlare con lui.
Soegija e gli studenti proseguirono gli studi allo Xaverius, ricevendo ulteriori nozioni. Secondo padre G. Budi Subanar, professore di teologia all'Università di Sanata Dharma, durante questo periodo uno degli insegnanti spiegò il Quarto Comandamento: "Onora tuo padre e tua madre, affinché i tuoi giorni siano lunghi nella terra che il Signore tuo Dio ti dà", in relazione non solo al padre e della madre ma a tutti coloro che erano venuti prima; questo lasciò agli studenti delle tendenze nazionalistiche. In un'altra occasione, una visita di un missionario cappuccino - che era fisicamente abbastanza diverso dagli insegnanti gesuiti  - indusse Soegija a prendere in considerazione l'idea di diventare prete, un'idea che i suoi genitori accettarono. Nel 1915 Soegija terminò la sua educazione allo Xaverius ma vi rimase come insegnante. L'anno seguente fu ammesso al seminario locale e fu uno dei tre nativi indonesiani che entrarono in quell'anno. Si laureò nel 1919, dopo aver studiato francese, latino, greco e letteratura.

## Strada verso il sacerdozio

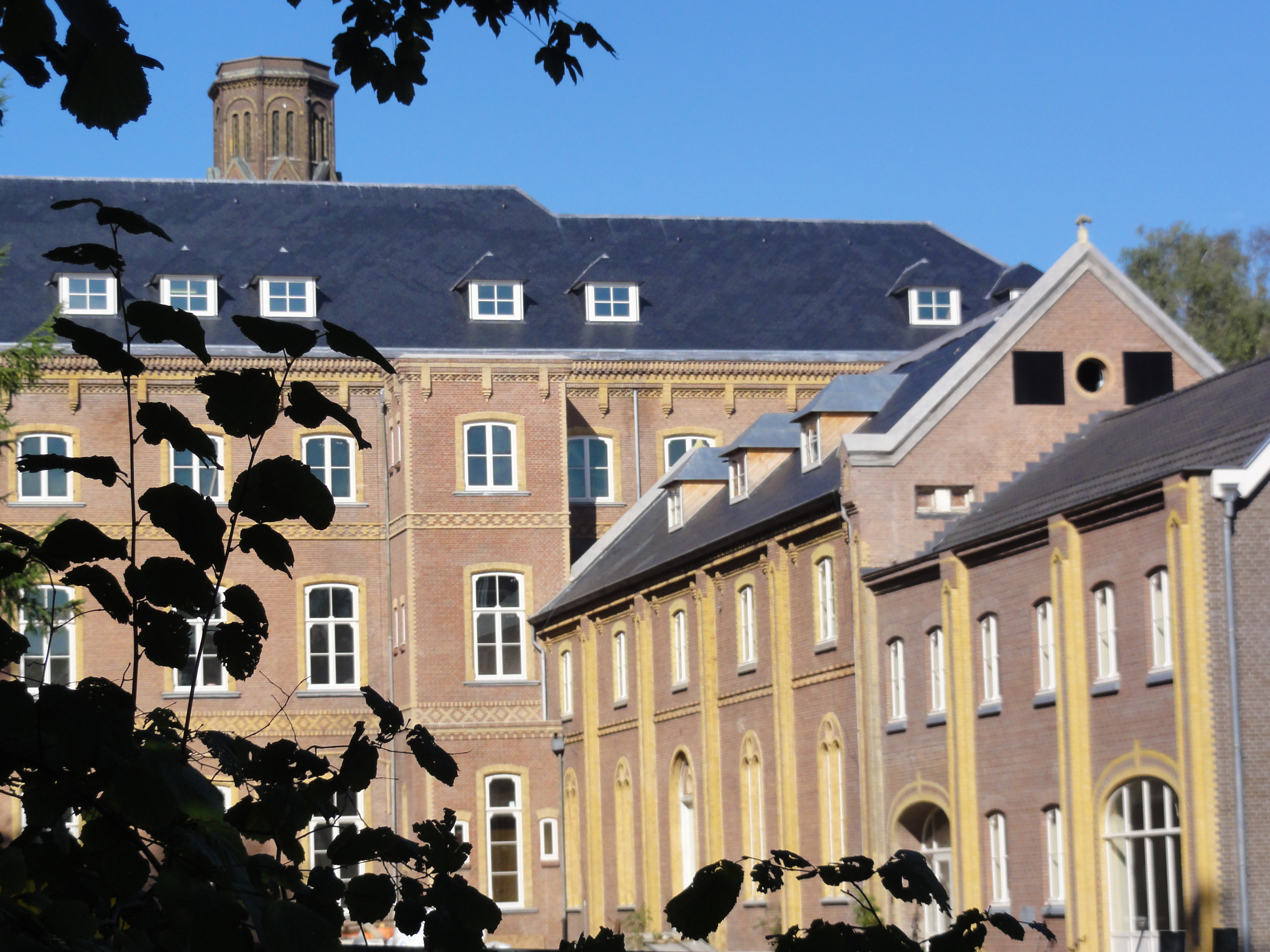
Soegija trascorse il noviziato a Mariëndaal, a Grave, nei Paesi Bassi.

Nel 1919 Soegija e i suoi compagni di classe salparono per Uden, nei Paesi Bassi, dove avrebbero proseguito gli studi. Trascorse un anno per studiare ulteriormente il latino e il greco, necessari per la sua predicazione nelle Indie. Lui e i suoi compagni di classe si adattarono alla cultura olandese. Il 27 settembre 1920 Soegija iniziò il suo periodo di noviziato nella Compagnia di Gesù. Tra i suoi compagni di classe, fu il primo a compiere tale scelta. Mentre completava i suoi studi al Mariëndaal di Grave, fu separato da gran parte del mondo e trascorse il suo tempo nell'introspezione. Completò il periodo di noviziato il 22 settembre 1922 ed emise i voti di povertà, castità e obbedienza.
Dopo essersi unito ai gesuiti, Soegija trascorse un altro anno a Mariëndaal, nella locale scuola media. A partire dal 1923 studiò filosofia al Collegio Berchmann di Oudenbosch; durante questo periodo esaminò gli insegnamenti di Tommaso d'Aquino e iniziò a scrivere sul cristianesimo. In una lettera dell'11 agosto 1923, scrisse che i giavanesi non erano finora in grado di discernere tra cattolici e protestanti e che il modo migliore per convertire i giavanesi fosse attraverso gli atti, non le parole. Tradusse anche alcuni dei risultati del 27º congresso eucaristico internazionale tenutosi ad Amsterdam nel 1924 per la rivista in lingua giavanese Swaratama, che circolava principalmente tra gli ex alunni dello Xaverius. Molti altri scritti di Soegija furono pubblicati su St. Claverbond, Berichten uit Java. Si laureò al Berchmann nel 1926 e quindi iniziò i preparativi per tornare nelle Indie.
Soegija arrivò a Muntilan nel settembre del 1926 e iniziò a insegnare algebra, religione e lingua giavanese allo Xaverius. Non si sa molto del suo periodo come insegnante presso tale scuola, anche se i documenti indicano che basò il suo stile di insegnamento su quello di van Lith, che era morto all'inizio del 1926, spiegando i concetti religiosi in termini basati sulla tradizione giavanese. Supervisionò la gamelan della scuola e i programmi di giardinaggio  e divenne il caporedattore di Swaratama. Soegijapranata scrisse editoriali che coprivano una varietà di argomenti, tra cui le condanne del comunismo e discussioni su vari aspetti della povertà.
Dopo due anni allo Xaverius, nell'agosto del 1928, Soegija tornò nei Paesi Bassi per studiare teologia a Maastricht. Il 3 dicembre 1929 lui e altri quattro gesuiti asiatici si unirono al generale gesuita Wlodzimierz Ledóchowski in un incontro con papa Pio XI nella Città del Vaticano; il papa disse agli uomini asiatici che dovevano essere le "spine" del cattolicesimo nelle rispettive nazioni. Nel maggio del 1931 fu ordinato diacono. Il 15 agosto dello stesso anno fu ordinato presbitero da monsignor Laurentius Schrijnen, vescovo di Roermond. Non aveva però ancora terminato gli studi. Dopo la sua ordinazione, Soegija aggiunse al suo cognome la parola "pranata", che significa "preghiera" o "speranza" come suffisso; tali aggiunte erano una pratica comune nella cultura giavanese dopo che il portatore del nome aveva raggiunto un'importante pietra miliare nella vita. Terminò gli studi di teologia nel 1932 e nel 1933 trascorse il periodo di probazione a Drongen, in Belgio. Quell'anno scrisse un'autobiografia, intitolata La conversione di un giavanese. L'opera fu pubblicata in italiano, olandese e spagnolo.

## Predicazione

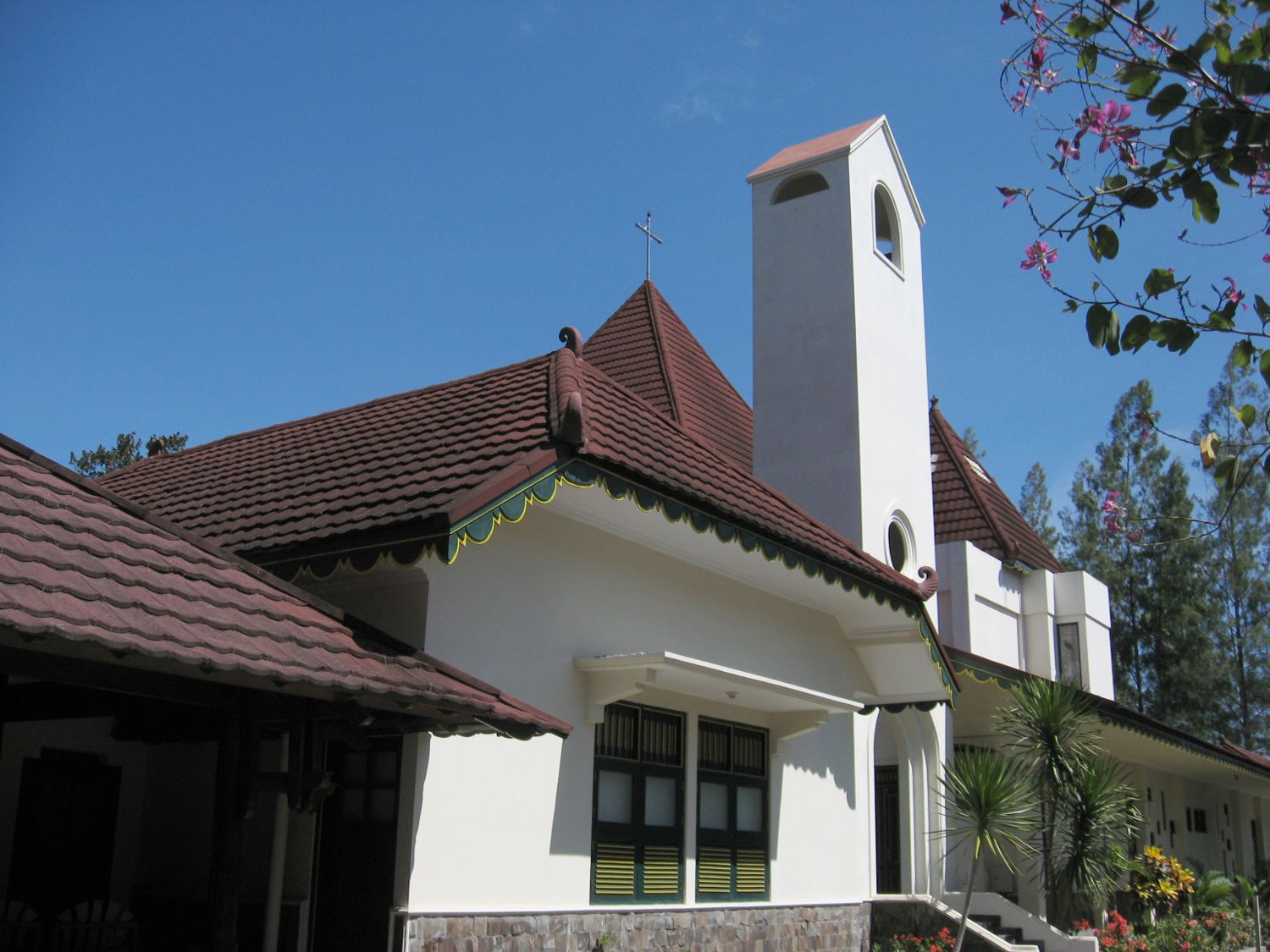
La chiesa parrocchiale di Ganjuran, in cui Soegijapranata operò contemporaneamente a Bintaran.

L'8 agosto 1933 Soegijapranata e due compagni sacerdoti partirono per le Indie; Soegijapranata fu inviato a predicare a Kidul Loji a Yogyakarta, vicino a Kraton. Fu vicario parrocchiale di padre van Driessche, uno dei suoi insegnanti allo Xaverius. Egli insegnò a Soegijapranata come affrontare meglio i bisogni della sua parrocchia, mentre probabilmente inviò Soegijapranata a predicare alla crescente popolazione cattolica nativa della città. Soegijapranata era, in quegli anni, un uomo basso e paffuto e lo storico olandese Geert Arend van Klinken lo descrisse come dotato di "un senso dell'umorismo fanciullesco che gli fece guadagnare molti amici".
Dopo che nell'aprile del 1934 fu aperta la chiesa di San Giuseppe a Bintaran, a circa un chilometro da Kidul Loji, Soegijapranata vi fu trasferito per diventare suo sacerdote. La chiesa serviva principalmente la comunità cattolica giavanese. All'epoca Bintaran era uno dei quattro centri di presenza cattolica a Yogyakarta, insieme a Kidul Loji, Kotabaru e Pugeran; ogni chiesa maggiore serviva una vasta area e i sacerdoti delle chiese maggiori tenevano prediche nelle zone più lontane delle loro parrocchie. Dopo la morte di van Driessche nel giugno del 1934, i compiti di Soegijapranata furono estesi fino a includere il villaggio di Ganjuran, Bantul, 20 chilometri a sud della città, che ospitava più di un migliaio di cattolici nativi. Fu anche consigliere spirituale di numerosi gruppi locali e fondò un'unione di credito cattolica.
All'epoca la Chiesa cattolica aveva difficoltà a trattenere i convertiti. Alcuni giavanesi, che si erano convertiti da studenti, tornarono all'Islam dopo essere rientrati nella società e aver affrontato l'ostracismo sociale. In un incontro del 1935 con altri gesuiti, Soegijapranata incolpò del problema la mancanza di un'identità cattolica unita, o "sensus Catholicus", così come di alcuni matrimoni misti tra i cattolici nativi. Soegijapranata si oppose al matrimonio tra cattolici e non cattolici. Consigliò le giovani coppie cattoliche prima del matrimonio, ritenendo che questi incontri aiutassero a unire le famiglie cattoliche della città, e continuò a scrivere per Swaratama, prestando servizio nuovamente come caporedattore. Nel 1938, fu scelto per consigliare la Compagnia di Gesù nella coordinazione dell'opera dei suoi sacerdoti nelle Indie.

## Vicario apostolico
La crescente popolazione di cattolici nelle Indie guidata allora da monsignor Piet Jan Willekens, allora vicario apostolico di Batavia, suggerì di istituire un nuovo vicariato apostolico nella zona centrale di Giava con sede a Semarang, poiché l'area era culturalmente diversa e geograficamente separata da Batavia. Il 25 giugno 1940 il vicariato apostolico di Batavia fu diviso in due; la metà orientale divenne il vicariato apostolico di Semarang. Il 1º agosto 1940 Piet Jan Willekens ricevette un telegramma dal sostituto per gli affari generali della Segreteria di Stato Giovanni Battista Montini nella quale riferiva che Soegijapranata era stato nominato vicario apostolico di Semarang. Questo fu inoltrato a Soegijapranata a Yogyakarta che accettò la nomina, nonostante fosse sorpreso e nervoso. Il suo assistente Hardjosoewarno in seguito ricordò che Soegijapranata pianse dopo aver letto il telegramma - una risposta insolita - e, dopo aver mangiato una scodella di soto, chiese se Hardjosoewarno avesse mai visto un vescovo che mangiava quel piatto.
Soegijapranata partì per Semarang il 30 settembre 1940 e ricevette l'ordinazione episcopale il 6 ottobre successivo nella chiesa del Santo Rosario a Randusari, che in seguito divenne la sua sede, dal vicario apostolico di Batavia Piet Jan Willekens, co-consacranti il vicario apostolico di Malang Antoine Everard Jean Avertanus Albers e quello di Palembang Henri Martin Mekkelholt. Questa consacrazione fece di Soegijapranata il primo vescovo nativo indonesiano. Alla cerimonia parteciparono numerosi personaggi politici e sultani di Batavia, Semarang, Yogyakarta e Surakarta, nonché il clero di Malang e Lampung; Il suo primo atto fu la pubblicazione di una lettera pastorale con monsignor Willekens che descriveva il contesto storico che aveva portato alla sua nomina, la lettera apostolica di papa Benedetto XV Maximum illud che chiedeva più chierici nativi e gli sforzi di papa Pio XI e di papa Pio XII per nominare più pastori e vescovi di gruppi etnici autoctoni in tutto il mondo. Soegijapranata iniziò a lavorare sulla gerarchia della Chiesa nella regione, stabilendo nuove parrocchie.
Nel suo vicariato apostolico c'erano 84 pastori (73 europei e 11 nativi), 137 fratelli laici (103 europei e 34 nativi) e 330 suore (251 europee e 79 native). Il vicariato comprendeva Semarang, Yogyakarta, Surakarta, Kudus, Magelang, Salatiga, Pati e Ambarawa; le sue condizioni geografiche andavano dalle fertili pianure della piana di Kedu all'arida area montuosa di Gunung Sewu. La stragrande maggioranza della sua popolazione era di etnia giavanese, composto da oltre 15 000 cattolici nativi, nonché un numero simile di cattolici europei. Il numero di cattolici nativi superò rapidamente il numero di quelli europei, ed era raddoppiato nel 1942. C'erano anche diversi gruppi cattolici, principalmente impegnati nell'istruzione. Tuttavia, gli indonesiani cattolici erano meno numerosi di quelli protestanti.

### Occupazione giapponese

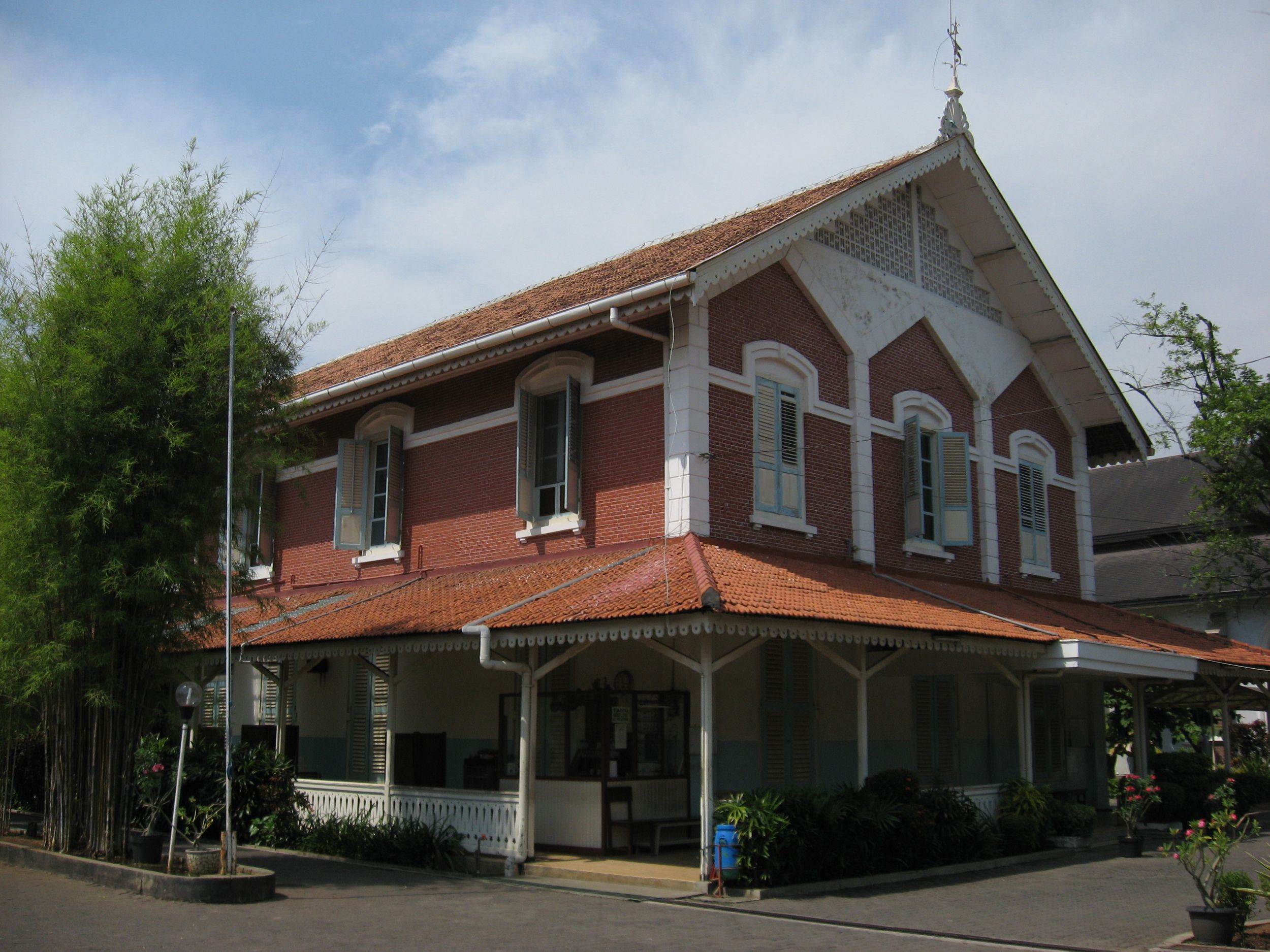
La canonica di Gedangan. Soegijapranata impedì alle forze di occupazione giapponesi di impadronirsi di essa nel 1942.

Dopo l'occupazione giapponese delle Indie orientali olandesi all'inizio del 1942, il 9 marzo, il governatore generale Tjarda van Starkenborgh Stachouwer e il comandante generale del Reale esercito delle Indie orientali olandesi Hein ter Poorten capitolarono. Ciò comportò numerosi cambiamenti nella governance dell'arcipelago e la qualità della vita dei non giapponesi si ridusse. Nel suo diario, Soegijapranata scrisse dell'invasione che "gli incendi erano ovunque [...] niente soldati, niente polizia, niente lavoratori. Le strade sono piene di veicoli bruciati [...] Per fortuna almeno ci sono ancora alcuni legislatori e cattolici là fuori. Lavorano come rappresentanti dei loro gruppi per garantire che la città sia in ordine".
Il governo di occupazione catturò numerosi uomini (soprattutto olandesi), sia chierici sia laici, e istituì politiche che cambiarono il modo in cui venivano tenuti i servizi liturgici. Proibirono l'uso dell'olandese nei servizi e nella scrittura e sequestrarono diverse proprietà della Chiesa. Soegijapranata tentò di resistere a questi attacchi, a volte riempiendo i luoghi di persone per renderli ingestibili o indicando che altri edifici, come i cinema, avrebbero servito meglio ai bisogni dei giapponesi. Quando i giapponesi tentarono di impadronirsi della cattedrale di Randusari, Soegijapranata rispose che potevano prenderla solo dopo averlo decapitato; i giapponesi in seguito trovarono un'altra sede per il loro ufficio. Impedì ai giapponesi di sequestrare la canonica di Gedangan, dove viveva, e assegnò dei guardiani alle scuole e alle altre strutture per prevenire i sequestri. Questi sforzi non ebbero sempre successo e furono sequestrate diverse istituzioni gestite dalla Chiesa, così come i loro fondi.
Soegijapranata non fu in grado di prevenire le torture a cui furono sottoposti i prigionieri di guerra, anche chierici, ma lui stesso fu ben trattato dalle forze giapponesi. Fu spesso invitato alle cerimonie giapponesi ma non vi partecipò mai, inviando mazzi di fiori al suo posto. Usò questa posizione di rispetto per fare pressioni per ottenere un trattamento equo per gli internati. Presentò con successo una petizione ai comandanti giapponesi per esentare le suore dai progetti paramilitari e consentire loro di lavorare negli ospedali. Egli e la popolazione cattolica raccolsero cibo e altri beni per i chierici internati e Soegijapranata si tenne in contatto con i prigionieri, fornendo e ricevendo notizie, come morti recenti e altre informazioni.
Poiché il numero di sacerdoti era stato fortemente limitato, Soegijapranata vagava da una chiesa all'altra per incontrare i parrocchiani, predicando attivamente e agendo come capo de facto della Chiesa cattolica nel Paese; fece questo in parte per contrastare le voci sulla sua detenzione da parte dei giapponesi. Viaggiava a piedi, in bicicletta e in carrozza, poiché la sua auto era stata sequestrata. Mandò sacerdoti nelle prefetture apostoliche di Bandung, Surabaya e Malang per far fronte alla mancanza di chierici. Soegijapranata si adoperò per garantire che il seminario continuasse a formare nuovi sacerdoti e nominò padre Hardjawasita, recentemente ordinato, come suo rettore. Concesse anche ai sacerdoti nativi l'autorità di celebrare i matrimoni. Per calmare la popolazione cattolica, visitò le loro case e li convinse che le strade erano sicure.

### Rivoluzione nazionale indonesiana
Dopo i bombardamenti atomici di Hiroshima e Nagasaki e la proclamazione dell'indipendenza indonesiana nell'agosto del 1945, i giapponesi iniziarono a ritirarsi dal paese. Sostenitore della nuova Repubblica, Soegijapranata aveva una bandiera indonesiana che sventolava di fronte alla canonica di Gedangan; tuttavia, non riconobbe formalmente l'indipendenza della nazione, a causa della sua corrispondenza con monsignor Piet Jan Willekens riguardo alla neutralità della Chiesa. Lui e il suo clero curarono i missionari olandesi feriti, che erano stati recentemente rilasciati dall'internamento, nella canonica. I chierici olandesi erano malnutriti e molti avevano bisogno di cure ospedaliere. Alcuni furono in seguito portati nei campi di internamento gestiti dall'Indonesia, ma ai cattolici era ancora permesso prendersi cura di loro. Nel frattempo, i conflitti interreligiosi portarono all'incendio di numerosi edifici della missione e all'omicidio di alcuni sacerdoti. Il governo inoltre sequestrò diversi edifici e alcuni che erano stati presi dai giapponesi non furono restituiti.
Le forze alleate inviate per disarmare i giapponesi e rimpatriare i prigionieri di guerra arrivarono in Indonesia nel settembre del 1945. A Semarang ciò portò a un conflitto tra forze le giapponesi e i ribelli indonesiani, che ebbe inizio il 15 ottobre; gli indonesiani miravano a confiscare le armi dei giapponesi. Le forze alleate iniziarono a sbarcare in città il 20 ottobre 1945; un piccolo gruppo fu inviato a Gedangan per parlare con Soegijapranata. Preoccupato per le sofferenze dei civili, il vicario apostolico disse agli alleati che dovevano fermare la battaglia; gli alleati non potevano conformarsi perché non conoscevano il comandante giapponese. Soegijapranata contattò quindi i giapponesi e, quel pomeriggio, mediò un accordo di cessate il fuoco nel suo ufficio a Gedangan, nonostante le forze indonesiane avessero sparato contro i soldati Gurkha schierati di fronte all'edificio.

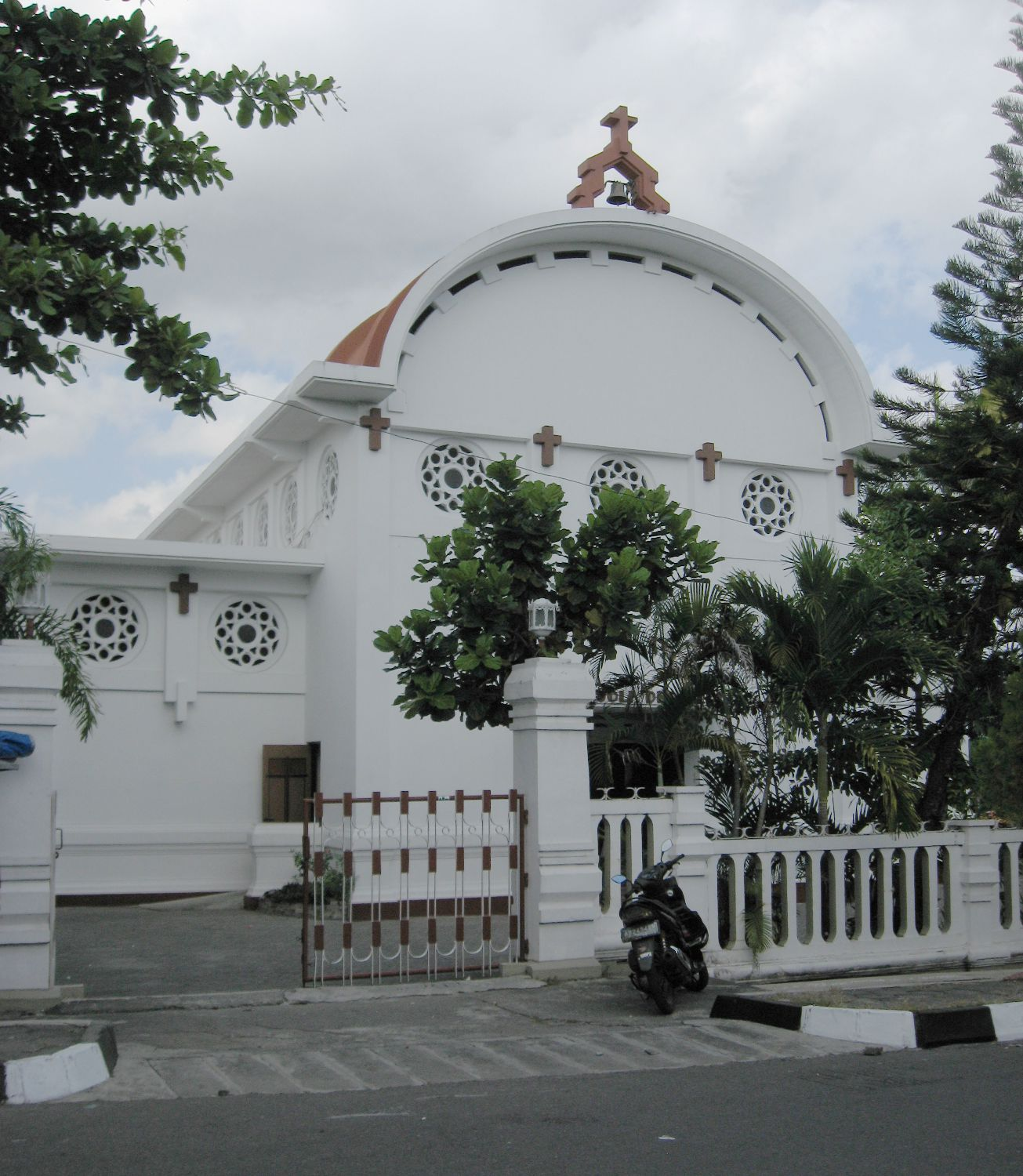
La chiesa di San Giuseppe a Bintaran che fu la sede di Soegijapranata durante gran parte della rivoluzione nazionale indonesiana.

I conflitti militari in tutta l'area e la presenza alleata portarono a carenze alimentari in città, nonché a costanti interruzioni dell'alimentazione elettrica e all'istituzione di un coprifuoco. Gruppi gestiti da civili tentarono di affrontare la carenza di cibo ma non furono in grado di farvi fronte. Nel tentativo di affrontare questi problemi, Soegijapranata mandò un uomo locale, Dwidjosewojo, nella capitale di Giacarta - ribattezzata durante l'occupazione giapponese - per parlare con il governo centrale. Dwidjosewojo incontrò il Primo ministro Sutan Sjahrir, che inviò il ministro Wongsonegoro per aiutare a stabilire un governo civile e nominò Ikhsan sindaco. Il governo della città, tuttavia, non era ancora in grado di gestire la crisi e le figure più importanti di questo governo furono successivamente catturate dall'amministrazione civile delle Indie olandesi e incarcerati; Soegijapranata, sebbene a volte avesse ospitato i rivoluzionari indonesiani, fu risparmiato.
Nel gennaio del 1946 il governo indonesiano si trasferì da Giacarta - allora sotto il controllo olandese - a Yogyakarta. A questo seguì un diffuso esodo di civili in fuga dai soldati coloniali che avanzavano. Soegijapranata inizialmente rimase a Semarang, lavorando per stabilire pattuglie e vedette. Corrispondeva anche con Willekens a Giacarta, sebbene l'anziano vescovo considerasse la rivoluzione una questione di sicurezza interna per gli olandesi e non un problema per la Chiesa. Tuttavia, all'inizio del 1947 Soegijapranata si trasferì a Yogyakarta, consentendo una facile comunicazione con la leadership politica. Stabilì la sua sede presso la chiesa di San Giuseppe a Bintaran  e consigliò ai giovani cattolici di lottare per il loro Paese, dicendo che dovevano tornare "solo quando sarebbero morti". Soegijapranata fu presente durante diverse battaglie prima delle quali predicava.

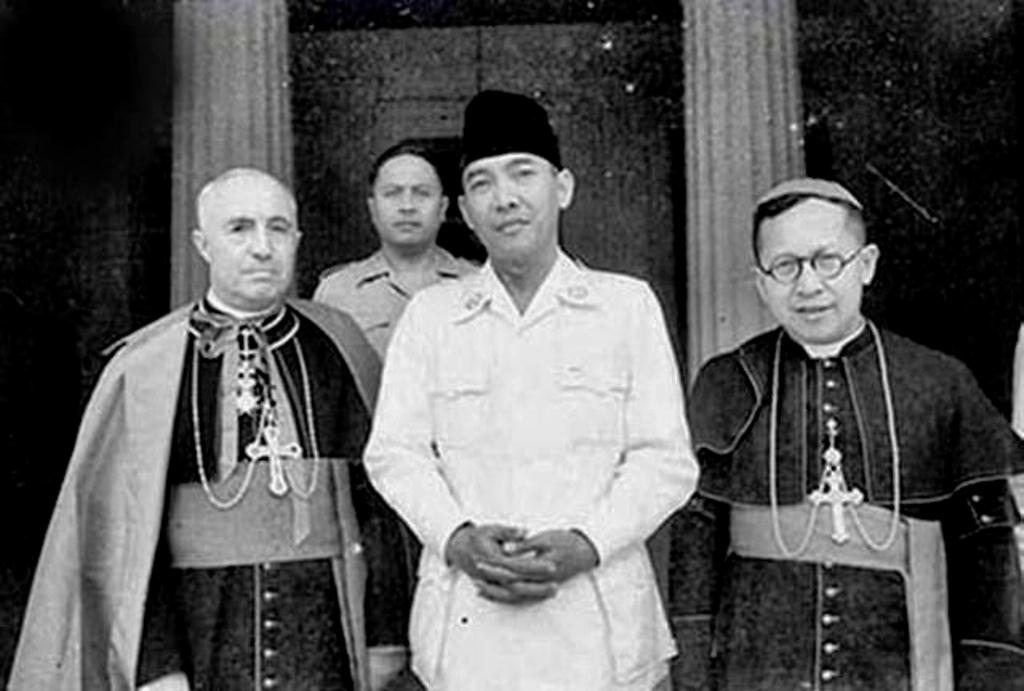
Soegijapranata e il delegato apostolico Georges de Jonghe d'Ardoye con il presidente Sukarno nel 1947.

Dopo che l'accordo di Linggadjati non riuscì a risolvere i conflitti tra Indonesia e Paesi Bassi e gli olandesi attaccarono i repubblicani il 21 luglio 1947, Soegijapranata dichiarò che i cattolici avrebbero sostenuto gli indonesiani e chiese la fine della guerra in un discorso su Radio Republik Indonesia; van Klinken descrisse l'indirizzo come "appassionato" e ritiene che abbia sollevato il morale della popolazione cattolica. Soegijapranata scrisse ampiamente alla Santa Sede. In risposta, il papa mandò Georges de Jonghe d'Ardoye in Indonesia come delegato apostolico, avviando relazioni formali tra la Santa Sede e l'Indonesia. D'Ardoye arrivò nella nuova repubblica nel dicembre del 1947 e incontrò il presidente Sukarno; tuttavia, le relazioni diplomatiche formali non furono aperte fino al 1950. Soegijapranata divenne in seguito un amico del presidente.
Dopo che gli olandesi catturarono la capitale durante l'operazione Kraai il 19 dicembre 1948, Soegijapranata ordinò che le festività natalizie fossero semplici per rappresentare la sofferenza del popolo indonesiano. Durante l'occupazione olandese Soegijapranata contrabbandò alcuni dei suoi scritti fuori dal paese; le opere, successivamente vennero pubblicate su Commonweal con l'aiuto di George McTurnan Kahin. In essi descriveva la vita quotidiana degli indonesiani sotto il dominio olandese e chiedeva la condanna internazionale dell'occupazione. Soegijapranata affermò inoltre che il blocco olandese sull'Indonesia, oltre a strangolare l'economia del nuovo paese, aumentava l'influenza dei suoi gruppi comunisti. Dopo che gli olandesi si ritirarono sulla scia dell'attacco generale del 1º marzo 1949, Soegijapranata iniziò a lavorare per garantire la rappresentanza cattolica nel governo. Con I.J. Kasimo, organizzò il Congresso cattolico pan-indonesiano (Kongres Umat Katolik Seluruh Indonesia). Tenutosi tra il 7 e il 12 dicembre, il congresso portò all'unione di sette partiti politici cattolici nel Partito Cattolico. Soegijapranata proseguì nei suoi sforzi per consolidare il Partito dopo la rivoluzione.

### Post-rivoluzione

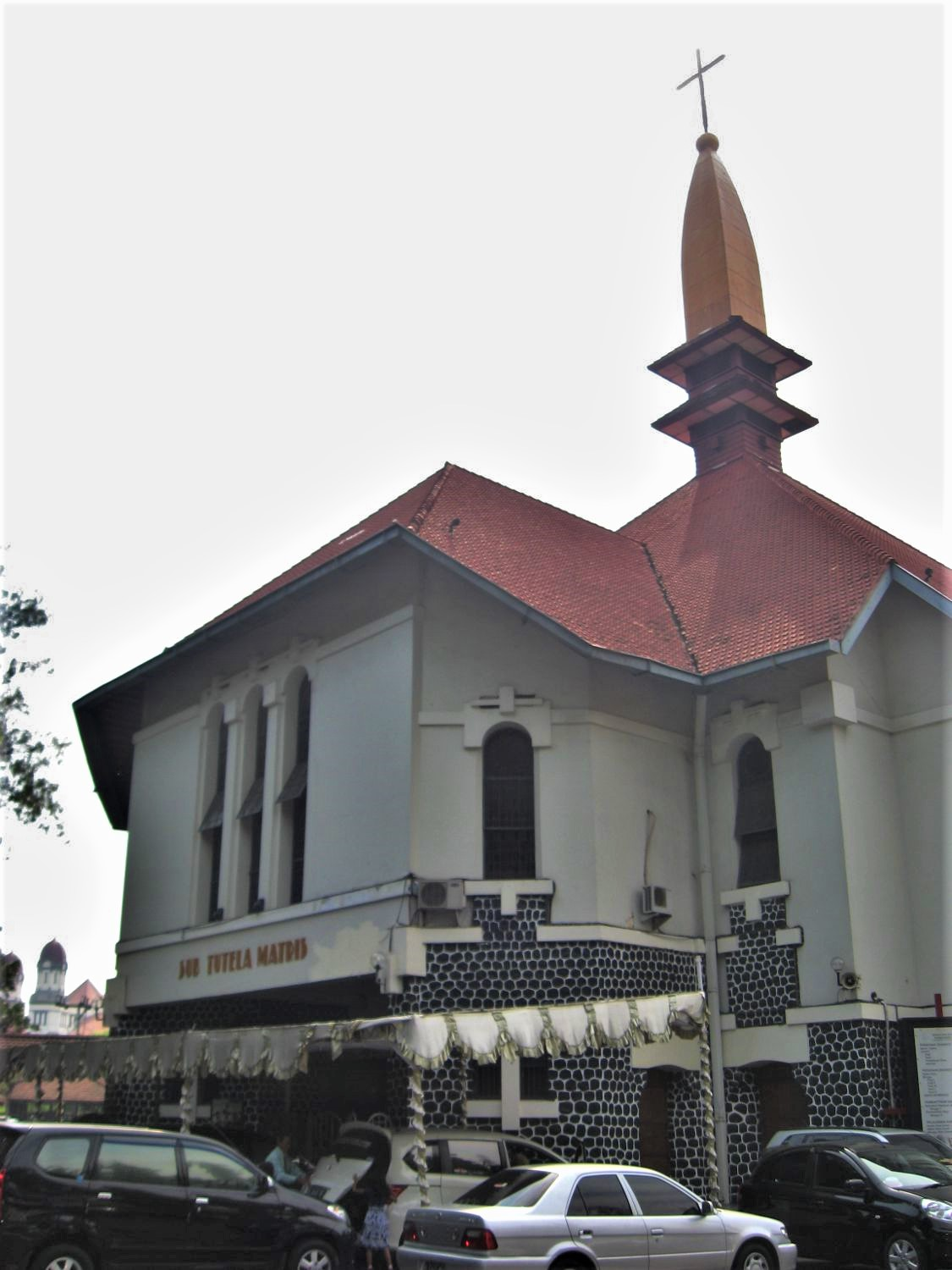
La cattedrale del Santo Rosario a Randusari, Semarang, che fu sede di Soegijapranata per la maggior parte del suo episcopato.

Dopo che il 27 dicembre 1949 gli olandesi riconobbero l'indipendenza dell'Indonesia, a seguito di diverse conferenze tenutesi a L'Aia, Soegijapranata tornò a Semarang. Il periodo post-rivoluzione fu segnato da una crescita notevole delle iscrizioni al seminario nazionale; il centesimo sacerdote indonesiano nativo fu ordinato nel 1956. Il governo, tuttavia, emanò diverse leggi che limitavano la capacità di espansione della Chiesa. Nel 1953 il Ministero per la religione decretò che a nessun nuovo missionario straniero sarebbe stato permesso l'ingresso nel paese e una legge successiva proibì l'insegnamento a quelli già presenti in Indonesia. In risposta, Soegijapranata incoraggiò i chierici che ne avevano i requisiti a richiedere la cittadinanza indonesiana, aggirando le nuove leggi.
Oltre a supervisionare i nuovi chierici, Soegijapranata continuò a lavorare per l'educazione e la prosperità cattolica, in modo simile al periodo pre-bellico. Sottolineò che gli studenti dovevano essere non solo buoni cattolici ma anche buoni indonesiani. La Chiesa iniziò l'ulteriore sviluppo delle sue scuole, dalle elementari all'università. Soegijapranata iniziò anche a riformare la Chiesa nel suo vicariato apostolico, rendendola più indonesiana. Sostenne l'uso delle lingue locali e dell'indonesiano durante la messa, consentendole in tutto il suo vicariato a partire dal 1956. Inoltre, insistette per l'uso della musica gamelan per accompagnare i servizi liturgici e accettò l'uso di spettacoli Wayang Kulit per insegnare la Bibbia ai bambini.
Mentre la guerra fredda andava riscaldandosi, si svilupparono tensioni tra la Chiesa cattolica in Indonesia e il Partito Comunista Indonesiano (Partai Komunis Indonesia, o PKI). Soegijapranata credeva che il PKI stesse facendo progressi con i poveri attraverso le sue promesse di diritti dei lavoratori in un'unione guidata dai comunisti. Per combattere questo, lavorò con altri cattolici per creare gruppi di lavoro, aperti sia ai cattolici che ai non cattolici. Sperava che questi potessero dare potere ai lavoratori e quindi limitare l'influenza del PKI. Uno di questi gruppi di lavoro era Buruh Pancasila, che fu formato il 19 giugno 1954. Attraverso l'organizzazione, Soegijapranata contribuì a promuovere la filosofia statale della Pancasila, letteralmente "i cinque principi". L'anno seguente la Conferenza dei rappresentanti della Chiesa indonesiana (Konferensi Waligereja Indonesia, o KWI), riconoscendo la devozione di Soegijapranata verso i poveri, lo incaricò di stabilire programmi di sostegno sociale in tutto l'arcipelago. Il 2 novembre 1955, lui e molti altri vescovi emanarono un decreto che denunciava il comunismo, il marxismo e il materialismo e chiedeva al governo di garantire un trattamento corretto ed equo per tutti i cittadini. Le relazioni tra Indonesia e Paesi Bassi continuarono a essere tese, in particolare per quanto riguardava il controllo della Papua occidentale, storicamente sotto il controllo olandese ma rivendicato dall'Indonesia. Soegijapranata sostenne fermamente la posizione indonesiana. Papua occidentale fu annessa nel 1963.
Ci furono anche attriti all'interno dei gruppi cattolici, in primo luogo con il decreto del 1957 con il quale Sukarno si proclamò presidente a vita e istituì una politica di democrazia guidata. Una fazione, guidata da Soegijapranata, appoggiò questo decreto, mentre la fazione del leader del Partito Cattolico di I. J. Kasimo era fortemente contraria. Sukarno, che aveva buoni rapporti di lavoro con Soegijapranata, chiese al vicario di unirsi al Consiglio Nazionale, una richiesta che Soegijapranata rifiutò. Tuttavia, assegnò due delegati al Consiglio, garantendo la rappresentanza cattolica. Questo, insieme all'appoggio di Soegijapranata al decreto di Sukarno del 5 luglio 1949 che chiedeva il ritorno alla Costituzione del 1945, provocò il vicario apostolico di Giacarta Adrianus Djajasepoetra che definì Soegijapranata come sicofante. Tuttavia, Soegijapranata era fortemente contrario all'idea di Sukarno del Nasakom, che fondava parte del governo della nazione sul comunismo.

## Arcivescovo di Semarang e morte

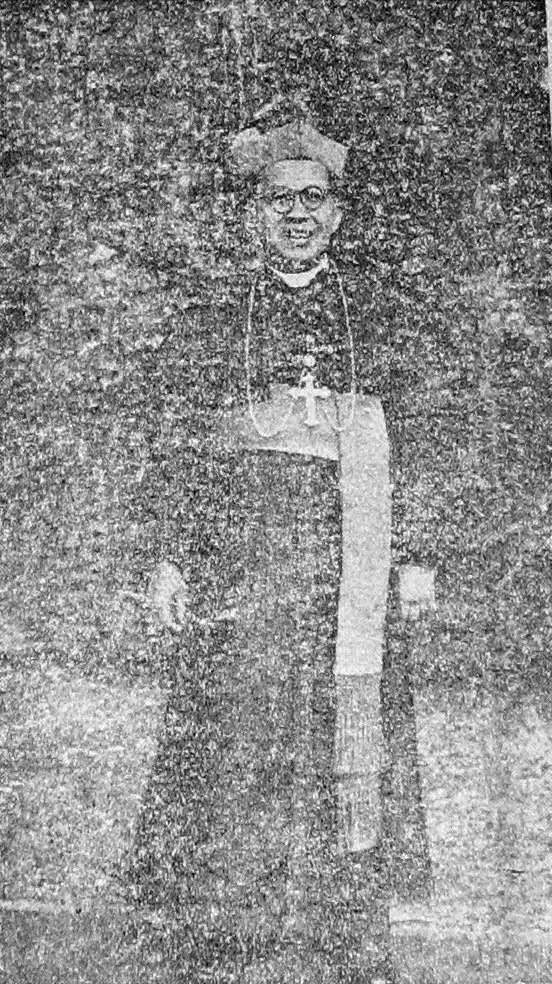
Soegijapranata nei suoi ultimi anni.

Durante la seconda metà degli anni '50, il KWI si incontrò più volte per discutere della necessità di una gerarchia cattolica romana indonesiana autodeterminata. Durante questi incontri annuali, si esaminarono questioni amministrative e pastorali, compresa la traduzione dei testi liturgici nelle lingue indonesiane. Nel 1959 il cardinale Krikor Bedros XV Aghagianian visitò il paese per vedere i preparativi della Chiesa. Il KWI richiese formalmente la propria gerarchia in una lettera del maggio del 1960. Questa missiva ricevette una risposta da papa Giovanni XXIII il 20 marzo 1961. Il pontefice comunicò che il 3 gennaio aveva diviso l'arcipelago in sei province ecclesiastiche: due a Giava, una a Sumatra, una a Flores, una a Sulawesi e Maluku e una nel Borneo. Il vicariato apostolico di Semarang fu elevato ad arcidiocesi metropolitana e monsignor Soegijapranata ne divenne arcivescovo.
Quando ciò accadde, Soegijapranata era in Europa per partecipare ai lavori della commissione preparatoria centrale del Concilio Vaticano II; era uno degli undici vescovi e arcivescovi diocesani dell'Asia. Fu in grado di partecipare alla prima sessione del Concilio, dove espresse preoccupazioni per il declino della qualità del lavoro pastorale e chiese la modernizzazione della Chiesa. Quindi tornò in Indonesia, ma la sua salute, in declino dalla fine degli anni '50, diminuì rapidamente.
Dopo un soggiorno all'Ospedale Elisabeth Candi di Semarang nel 1963, a Soegijapranata fu proibito di svolgere mansioni attive. Justinus Darmojuwono, ex internato dell'esercito giapponese e vicario generale dal 1º agosto 1962, venne eletto amministratore diocesano. Il 30 maggio 1963 Soegijapranata lasciò l'Indonesia e partì per l'Europa. Papa Giovanni XXIII era ormai prossimo alla morte e monsignor Soegijapranata voleva assistere al conclave. Soegijapranata si recò quindi all'ospedale Canisius di Nimega, dove fu sottoposto a cure dal 29 giugno al 6 luglio. Queste però non ebbero successo. Morì in un convento di Steyl, nei Paesi Bassi, il 22 luglio 1963 all'età di 66 anni. Era stato colpito da un infarto poco prima della sua morte.
Poiché Sukarno non voleva che Soegijapranata fosse sepolto nei Paesi Bassi, il suo corpo fu trasportato in Indonesia dopo che gli ultimi riti furono celebrati dal cardinale Bernard Jan Alfrink. Soegijapranata fu dichiarato eroe nazionale dell'Indonesia il 26 luglio 1963, con decreto presidenziale n. 152/1963, mentre il suo corpo era ancora in transito. La salma di Soegijapranata arrivò all'aeroporto di Kemayoran a Giacarta il 28 luglio e fu portato nella cattedrale per ulteriori riti di esequie che inclusero un discorso del presidente Sukarno. Il rito fu presieduto da monsignor Adrianus Djajasepoetra, arcivescovo di Giacarta. Il giorno seguente la salma fu trasportata a Semarang, accompagnata da numerosi luminari della Chiesa e del governo. Il 30 luglio fu sepolto nel cimitero degli eroi di Giri Tunggal dopo un funerale militare e diversi altri riti. Nel dicembre del 1963 papa Paolo VI chiamò a succedergli monsignor Justinus Darmojuwono che fu consacrato il 6 aprile 1964 dall'arcivescovo Ottavio De Liva.

## Eredità

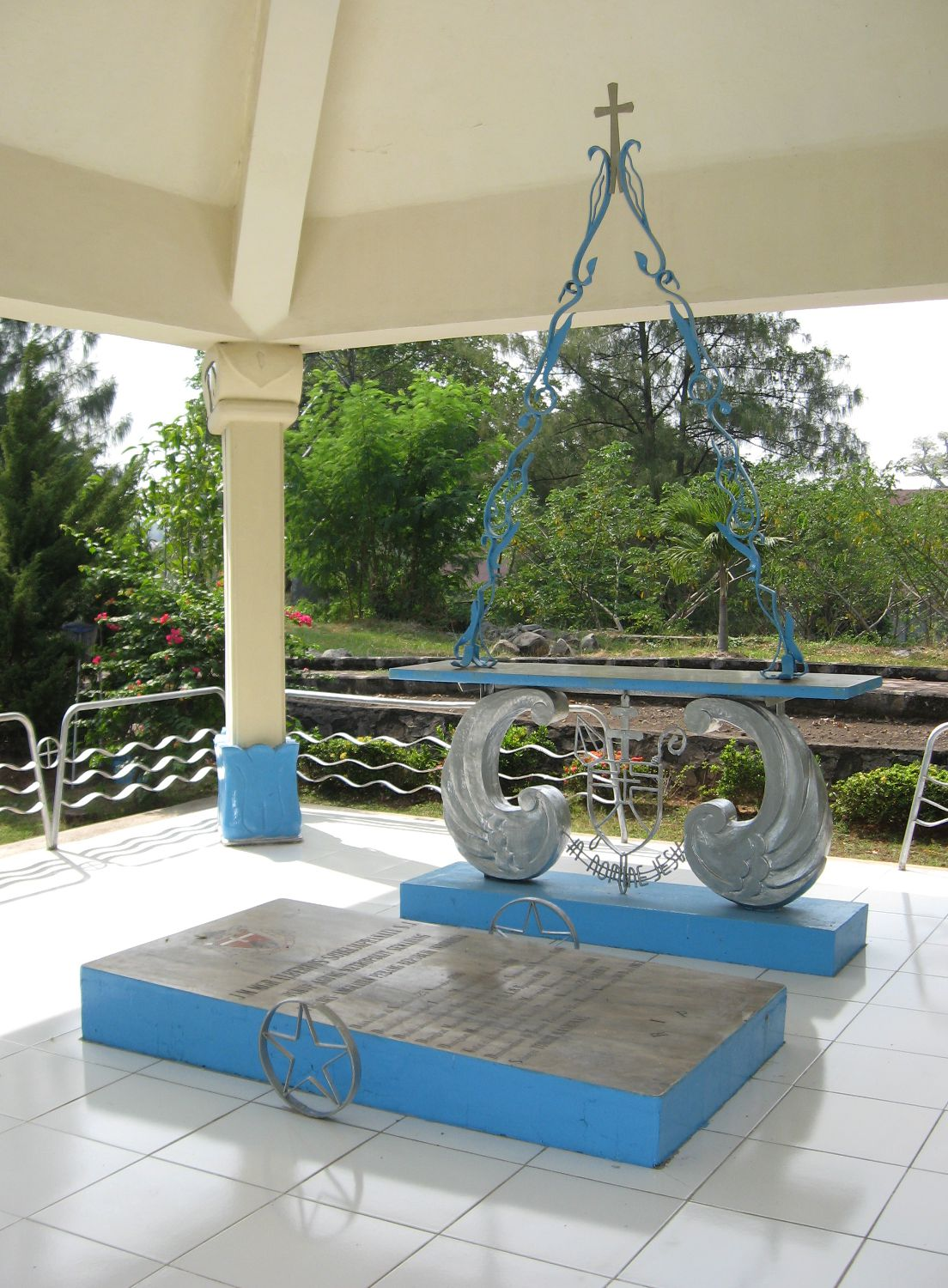
Tomba di Soegijapranata nel cimitero degli eroi di Giri Tunggal.

Soegijapranata è ricordato con orgoglio dai cattolici giavanesi, che lodano la sua forza di volontà durante l'occupazione e la rivoluzione nazionale. Lo storico Anhar Gonggong descrisse Soegijapranata non solo come un vescovo, ma come un leader indonesiano che "fu messo alla prova come un buon leader e meritò lo status di eroe". Lo storico indonesiano Anton Haryono descrisse la chiamata di Soegijapranata all'episcopato come "monumentale", considerando che Soegijapranata era stato ordinato solo nove anni prima ed era stato scelto come prete non indonesiano diversi anni prima. Henricia Moeryantini, una suora dell'Ordine di Carlo Borromeo, scrisse che la Chiesa cattolica divenne influente a livello nazionale sotto Soegijapranata e che l'arcivescovo si preoccupò molto che la gente adottasse un approccio da esterno. Van Klinken scrisse che Soegijapranata alla fine divenne come un priyayi, o nobile giavanese, all'interno della Chiesa, come "impegnato nella gerarchia e nello status quo del Dio che li ha creati". Secondo van Klinken, venendo nella nascente repubblica Soegijapranata era stato disposto a vedere "il prossimo paradiso giavanese" con un grande rischio personale.
A Soegijapranata è intitolata una grande università cattolica a Semarang. Gli sono intitolate anche le strade di diverse città indonesiane, incluse Semarang, Malang e Medan. La sua tomba è luogo di pellegrinaggio per i cattolici indonesiani che spesso celebrano messe.
Nel giugno del 2012 il regista Garin Nugroho girò un film biografico su Soegijapranata intitolato Soegija. Interpretato da Nirwan Dewanto nel ruolo di protagonista, il film descrive le attività di Soegijapranata durante gli anni '40, sullo sfondo dell'occupazione giapponese e della guerra per l'indipendenza indonesiana. Il film, che aveva un budget di 12 miliardi di rupie (1,3 milioni di dollari), vendette oltre 100 000 biglietti solo il primo giorno. Il suo lancio fu accompagnato da un romanzo semi-fittizio sulla vita di Soegija, scritta dall'autore cattolico Ayu Utami. Diverse biografie di saggistica di Soegija, sia di scrittori cattolici che non cattolici, furono pubblicate contemporaneamente.
Nella cultura popolare indonesiana, Soegijapranata è noto per il suo motto "100% cattolico, 100% indonesiano". Il motto, che fu usato per pubblicizzare diverse biografie e il film Soegija, deriva dal discorso di apertura di Soegijapranata al Congresso cattolico pan-indonesiano del 1954 a Semarang. In quell'occasione disse:
- Soegijapranata, citato in Subanar (2005 , p. 82)»

## Genealogia episcopale e successione apostolica
La genealogia episcopale è:
- Vescovo Johannes Wolfgang von Bodman
- Vescovo Marquard Rudolf von Rodt
- Vescovo Alessandro Sigismondo di Palatinato-Neuburg
- Vescovo Johann Jakob von Mayr
- Vescovo Giuseppe Ignazio Filippo d'Assia-Darmstadt
- Arcivescovo Clemente Venceslao di Sassonia
- Arcivescovo Massimiliano d'Asburgo-Lorena
- Vescovo Kaspar Max Droste zu Vischering
- Vescovo Cornelius Ludovicus van Wijckerslooth van Schalkwijk
- Arcivescovo Joannes Zwijsen
- Vescovo Franciscus Jacobus van Vree
- Arcivescovo Andreas Ignatius Schaepman
- Arcivescovo Pieter Mathijs Snickers
- Vescovo Gaspard Josephus Martinus Bottemanne
- Arcivescovo Hendrik van de Wetering
- Vescovo Arnold Frans Diepen
- Vescovo Johannes Aerts, M.S.C.
- Vescovo Piet Jan Willekens, S.I.
- Vescovo Albert Soegijapranata, S.I.

La successione apostolica è:
- Vescovo Michel Thomas Verhoeks, C.M. (1942)
- Vescovo Raimondo Bergamin, S.X. (1962)

### Annotazioni
1. ↑  (van Klinken 2003, p. 53) scrive che tutte le élite cattoliche pre-rivoluzionarie, incluso il futuro vescovo Adriano Djajasepoetra e il capo del partito cattolico I.J. Kasimo, erano ex allievi dello Xaverius.
2. ↑  Secondo quanto riferito, la sorella minore di Soegija frequentò una scuola femminile cattolica a Muntilan fino alla sua morte. Secondo Subanar questo dimostra che la famiglia sostenne la scelta di Soegija (Subanar 2003, p. 41).
3. ↑  (Subanar 2003, pp. 46-48) suggerisce che la barba e la pelle più scura del cappuccino, giustapposte al pallore dei gesuiti, fecero capire a Soegija che poteva diventare prete.
4. ↑  Soemarno e Hardjasoewondo iniziarono il noviziato nel 1921, insieme ad altri quattro giavanesi. I successivi vissero il periodo di noviziato a Yogyakarta (Subanar 2003, pp. 65-67).
5. ↑  Il primo prete giavanese era stato ordinato nel 1927 (Gonggong 2012, p. 17). Un altro gesuita giavanese, Reksatmadja, fu ordinato nella stessa cerimonia (Subanar 2003, p. 90).
6. ↑  Nel 1933 i cattolici giavanesi residenti a Yogyakarta erano 7092, rispetto a un totale di 6 di 30 anni prima (Subanar 2003, p. 102).
7. ↑  Il secondo, un uomo timorese di nome Gabriel Manek, fu consacrato nel 1951 come vicario apostolico di Larantuka (Aritonang e Steenbrink 2008, p. 269).
8. ↑  Basato sulla traduzione di Subanar dall'originale giavanese: "Di mana-mana ada kebakaran ... Tidak ada tentara, tidak ada police, tidak ada pegawai. Di jalanan pun terdapat berbagai bangkai kendaraan yang terbakar ... Untung masih ada beberapa pegawai kejaksaan dan beberapa tokoh Katolik yang tidak pergi. Mereka bekerja dengan mengatasnamakan diri dari instansiyang berwenang untuk mengatur kota agar tercipta suasana rust en order, tertib dan damai."
9. ↑  (Subanar 2003, pp. 155-163) elenca 109 gesuiti, 61 membri dei Fratelli dell'Immacolata Concezione e 21 suore dell'Ordine di Carlo Borromeo che vennero imprigionati durante l'occupazione. In questo periodo nelle Indie furono ordinati dodici preti.
10. ↑  Tra il 1942 e il 1945 un totale di 74 preti, 47 fratelli laici e 160 suore furono uccisi dalle forze giapponesi. Ad esempio, il vicario apostolico della Nuova Guinea Olandese Arnoldus Johannes Hubertus Aerts, insieme a undici fratelli e sacerdoti, fu sommariamente giustiziato (Gonggong 2012, p. 50). Alcuni chierici, incluso Willekens, fecero uso delle relazioni diplomatiche della Santa Sede con il Giappone per rivendicare lo status di diplomatico, riuscendo così a tutelarsi (Subanar 2005, p. 57). Tuttavia, pianificarono la possibilità della cattura di Willieken. Nella corrispondenza tra Soegijapranata e Willekens, i due uomini concordarono sul fatto che Soegijapranata doveva rimanere libero, indipendentemente dalle conseguenze (van Klinken 2003, p. 177).
11. ↑  Nel seminario di Muntilan, ad esempio, il gruppo islamico Hisboella Youth uccise due persone (Subanar 2005, p. 72).
12. ↑  Originale: "...baru boleh pulang kalau mati."
13. ↑  Il Partito Cattolico, in risposta al decreto di Sukarno, non aveva inviato alcun rappresentante (Gonggong 2012, pp. 117-118).
14. ↑  Originale: "Jika kita merasa sebagai orang Kristen yang baik, kita semestinya juga menjadi seorang patriot yang baik. Karenanya, kita merasa bahwa kita 100% patriotik sebab kita juga merasa 100% Katolik. Malahan, menurut perintah keempat dari Sepuluh Perintah Allah, sebagaimana tertulis dalam Katekismus, kita harus mengasihi Gereja Katolik, dan dengan demikian juga mengasihi negara, dengan segenap hati."

### Fonti
1. 1 2 3  Subanar 2003, pp. 19-21.
2. ↑  Gonggong 2012, p. 10.
3. 1 2 3 4  Flinn 2010, pp. 576-577.
4. 1 2  Gonggong 2012, p. 11.
5. ↑  Moeryantini 1975, p. 13.
6. 1 2  Gonggong 2012, p. 19.
7. ↑  Subanar 2003, p. 27.
8. ↑  Subanar 2003, pp. 28-29.
9. 1 2  Subanar 2003, pp. 34-35.
10. ↑  Gonggong 2012, p. 14.
11. ↑  Subanar 2003, pp. 36-37.
12. 1 2  Subanar 2003, pp. 38-40.
13. 1 2  Subanar 2003, p. 91.
14. ↑  Subanar 2003, p. 41.
15. ↑  Subanar 2003, p. 44.
16. ↑  Subanar 2003, pp. 46-48.
17. ↑  Subanar 2003, pp. 52-53.
18. ↑  Subanar 2003, pp. 61-64.
19. ↑  Subanar 2003, pp. 65-67.
20. 1 2  Subanar 2003, p. 69.
21. ↑  Subanar 2003, pp. 70-71.
22. ↑  Subanar 2003, p. 75.
23. ↑  Subanar 2003, p. 77.
24. ↑  Subanar 2003, p. 79.
25. ↑  Subanar 2003, p. 81.
26. 1 2  Moeryantini 1975, p. 17.
27. ↑  Subanar 2003, pp. 82-86.
28. ↑  Subanar 2003, pp. 87-88.
29. ↑  Subanar 2003, p. 89.
30. ↑  Gonggong 2012, p. 22.
31. ↑  Subanar 2003, p. 96.
32. ↑  Subanar 2003, p. 99.
33. ↑  Subanar 2003, pp. 97-98.
34. ↑  Subanar 2003, p. 103.
35. ↑  Subanar 2003, p. 105.
36. ↑  van Klinken 2003, pp. 175-176.
37. ↑  Subanar 2003, p. 106.
38. ↑  Subanar 2003, pp. 107-113.
39. ↑  Moeryantini 1975, p. 18.
40. 1 2  Gonggong 2012, p. 23.
41. 1 2  Subanar 2003, pp. 116-118.
42. ↑  Aritonang & Steenbrink 2008, p. 709.
43. ↑  Subanar 2003, pp. 121-122.
44. 1 2  Subanar 2003, p. 123.
45. ↑  Subanar 2003, p. 127.
46. 1 2  Moeryantini 1975, p. 7.
47. 1 2 3  Subanar 2003, pp. 129-130.
48. ↑  Moeryantini 1975, p. 21.
49. ↑  Moeryantini 1975, p. 22.
50. ↑  Gonggong 2012, p. 3.
51. ↑  Subanar 2003, pp. 131-132.
52. ↑  Subanar 2005, p. 41.
53. ↑  Subanar 2005, p. 42.
54. ↑  Gonggong 2012, p. 36.
55. ↑  Subanar 2005, pp. 44-45.
56. ↑  Subanar 2005, p. 49.
57. ↑  Subanar 2005, p. 61.
58. 1 2  Moeryantini 1975, p. 11.
59. ↑  McLeod 2006, p. 85.
60. ↑  Adi 2011, pp. 18-24.
61. 1 2  Subanar 2003, pp. 133-134.
62. ↑  Subanar 2003, p. 135.
63. ↑  Gonggong 2012, p. 49.
64. ↑  Subanar 2003, p. 139.
65. ↑  Subanar 2005, p. 59.
66. ↑  Subanar 2005, p. 67.
67. ↑  Subanar 2003, p. 136.
68. ↑  Gonggong 2012, p. 48.
69. ↑  Subanar 2005, pp. 64-66.
70. ↑  Subanar 2003, p. 140.
71. ↑  van Klinken 2003, p. 177.
72. ↑  Gonggong 2012, p. 52.
73. ↑  Subanar 2003, p. 142.
74. ↑  Subanar 2003, pp. 143-144.
75. ↑  Aritonang & Steenbrink 2008, p. 705.
76. ↑  Subanar 2005, p. 63.
77. ↑  Adi 2011, p. 32.
78. ↑  Subanar 2003, p. 146.
79. ↑  van Klinken 2003, p. 178.
80. 1 2  Subanar 2003, p. 147.
81. ↑  Subanar 2005, p. 72.
82. ↑  Subanar 2005, p. 74.
83. ↑  Adi 2011, p. 36.
84. ↑  Gonggong 2012, pp. 64-66.
85. ↑  Gonggong 2012, pp. 68-69.
86. ↑  Gonggong 2012, p. 71.
87. ↑  Adi 2011, p. 53.
88. 1 2  Gonggong 2012, pp. 74-77.
89. 1 2 3  Subanar 2005, p. 79.
90. 1 2  van Klinken 2003, p. 180.
91. 1 2  Gonggong 2012, pp. 88-89.
92. 1 2  Gonggong 2012, pp. 90-92.
93. ↑  Subanar 2005, p. 78.
94. ↑  Gonggong 2012, p. 82.
95. 1 2  van Klinken 2003, p. 184.
96. 1 2  Prior 2011, p. 69.
97. ↑  Aritonang & Steenbrink 2008, p. 193.
98. ↑  Gonggong 2012, pp. 106-108.
99. ↑  Gonggong 2012, p. 96.
100. 1 2  Gonggong 2012, pp. 97-98.
101. ↑  Gonggong 2012, pp. 110-111.
102. ↑  Gonggong 2012, p. 102.
103. ↑  Gonggong 2012, pp. 104-105.
104. 1 2  Gonggong 2012, pp. 99-100.
105. ↑  Gonggong 2012, p. 112.
106. ↑  Gonggong 2012, pp. 114-116.
107. ↑  Gonggong 2012, pp. 117-118.
108. 1 2 3 4  Subanar 2005, pp. 113-114.
109. ↑  Cahill 1999, p. 51.
110. ↑  Cahill 1999, p. 195.
111. 1 2  Moeryantini 1975, pp. 29-31.
112. ↑  Gonggong 2012, p. 124.
113. 1 2 3  Loka 2012, Soegijapranata: A biopic.
114. ↑  Gonggong 2012, pp. 124-125.
115. ↑  Subanar 2005, p. 146.
116. ↑  Gonggong 2012, p. 127.
117. ↑  Moeryantini 1975, p. 125.
118. ↑  van Klinken 2003, p. 53.
119. ↑  van Klinken 2003, p. 187.
120. 1 2  Setiawati 2012, 'Soegija' sends a message.
121. ↑  Suara Merdeka 2003,  Mengajar Umat.
122. ↑  Google Maps, Semarang.
123. ↑  Google Maps, Malang.
124. ↑  Google Maps, Medan.
125. ↑  Fiska 2007, Menghormati Pahlawan.
126. ↑  Suara Merdeka 2009, Semarang Metro.
127. ↑  Kurniawan e Aziz 2012, Hari Pertama Tayang.
128. ↑  Raditya 2012, Ayu Utami.
129. 1 2  Gonggong 2012, p. 140.
130. 1 2  Gonggong 2012, p. 138.
131. ↑  Subanar 2005, p. 134.